# Phalacrus caricis
Phalacrus caricis is een keversoort uit de familie glanzende bloemkevers (Phalacridae). De wetenschappelijke naam van de soort werd in 1807 gepubliceerd door Sturm.